# Bukhel
Bukhel es un pueblo ubicado en el distrito de Lalitpur, Nepal.

## Superficie
Cuenta con una superficie de 12,6 kilómetros cuadrados.

## Demografía
Datos hasta 2015
- Población: 1818 habitantes.[1]
- Densidad de población: 144,5 habitantes por kilómetro cuadrado.[1]
- Población masculina: 870 (47,8%).[1]
- Población femenina: 948 (52,2%).[1]